# Хаякава (Яманасі)

35°24′46″ пн. ш. 138°21′47″ сх. д. / 35.41278° пн. ш. 138.36306° сх. д.
Хаяка́ва (яп. 早川町, はやかわちょう, МФА: [hajakawa t͡ɕoː]) — містечко в Японії, в повіті Мінамі-Кома префектури Яманасі. Засноване 1951 року. Найменш заселене містечко Японії. Близько 96 % його території займають Японські Альпи. Станом на 1 квітня 2009 площа містечка становила 369,86 км². Станом на 1 липня 2011 населення містечка становило 1192 осіб.